# Krísuvík
Krísuvík (nebo také Krýsuvík, Krýsuvík-Trölladyngja) je vulkanický komplex v jihozápadní části Islandu na Reykjaneském poloostrově. Spočívá na riftovém rozhraní dvou litosférických desek (severoamerická a eurasijská) tvořící středoatlantský hřbet, jenž probíhá přes pevninu ostrova. V rámci výše zmíněného poloostrova se jedná o jeden ze čtyř (jiné prameny uvádějí sedm) vulkanických systémů. Krísuvík se skládá z puklinového systému bez centrálního jícnu. Na délku má 55 km, šířku 13 km a pokrývá plochu 350 km². Nejvyšší bod dosahuje nadmořské výšky 393 m.

## Popis
Krísuvík se skládá z vulkanicko-tektonických trhlin a zlomů (nejsevernější pukliny dosahují zřejmě až k jezeru Rauðavatn). Jeho součástí nejsou žádné sopky, pokryté ledovcem. Nicméně v něm leží jezero Kleifarvatn, na jehož dně se projevuje geotermální aktivita.

## Vulkanismus
Jelikož Krísuvík leží v riftové zóně, tedy na rozhraní tektonických desek, kde se od sebe navzájem vzdalují, je pro magma dosažení zemského povrchu snazší právě v těchto místech. Za posledních 8 tisíc let je zde doloženo nejméně deset erupcí, nichž ta poslední proběhla ve 14. století. Pro sopku je charakteristický výlevný vulkanismus, kdy z pukliny tryská láva čedičového složení. Výjimkou však nejsou ani freatické výbuchy, neboť podzemí poloostrova je nasáklé vodou.